# مجزرة جباليا 2022
مجزرة جباليا 2022 هي مجزرةٌ ارتكبها سلاح الجوّ الإسرائيلي خلال حربه على غزّة حينما قصفَ بعد التاسعة مساءً من يوم السادس من آب/أغسطس 2022 منطقةً وسطَ مخيّم جباليا شمالي القطاع ما أسفرَ عن مقتل خمسة كلّهم أطفال وإصابة أزيد من 15 آخرين. ألقت تل أبيب بدايةً باللومِ على سرايا القدس الذراع العسكري لحركة الجهاد الإسلامي في التسبّب بالمجزرة، كما نشرت فيديوهاتٍ وصور وخرائط تتهمُ فيها السرايا بالوقوفِ خلف ما حصلَ في جباليا، وتبيّن بعد أكثر من أسبوع أنّ القوات الجويّة الإسرائيليّة من نفَّذت المجزرة وذلك بعد نشرِ صحيفة هآرتس العبريّة لنتائج تحقيقها كما سرّبت نتائج تحقيق داخلي أثبت أنّ تل أبيب من تتحمّل مسؤوليّة المجزرة.

## المجزرة
أغارت طائرة حربيّة تتبعُ سلاح الجوّ الإسرائيلي في مساء السادس من آب/أغسطس على موقعٍ ما في مخيّم جباليا. بثَّت مباشرةً بعد الغارة وسائل إعلام فلسطينيّة بينها قناة فلسطين اليوم صورًا وفيديوهات من عينِ المكان حيثُ ظهرَ رجال الدفاع المدني وهم يُحاولون إسعاف عددٍ من الضحايا بينهم أطفال، فيما تحدث مصدرٌ طبيّ يتبعُ الدفاع المدني في المنطقة عن نقلِ عشرات الإصابات إلى مستشفيات قريبة لتلقّي العلاج. أعلنَت وزارة الصحّة في القطاع لاحقًا عن «استشهاد 5 أطفال في القصفِ الإسرائيلي الذي استهدفَ وسط مخيم جباليا»، عدا عن عشرات الإصابات التي يجري التعامل معها في المستشفيات.

## الضحايا
تسبَّبت الغارة (أو الغارات) الإسرائيليّة على المخيّم في مقتلِ خمس أطفال أصغرهم سنًّا كان يبلغُ من العمر 4 أعوام بينما بلغَ أكبرهم 17 سنة عدا عن إصابة عشرات آخرين بجروح متفاوتة الخطورة. كانَ أربعة من ضحايا المجزرة الإسرائيليّة من عائلة واحدة، بينما الخامس من عائلة ثانيّة وقد فارقَ الخمسة الحياة في عينِ المكان بعد القصف وما تلاه من تهدّم للبنايات وسطَ الموقف المُستهدَف.
هذه قائمةٌ بضحايا القصف الإسرائيلي الذي طالَ المخيّم
- جميل نجم الدين نجم (4 أعوام)
- جميل إيهاب نجم (13 عامًا)
- حامد حيدر نجم (17 عامًا)
- محمد صلاح نجم (17 عامًا)
- نظمي فايز أبو كرش (16 عامًا)

## تبادل الاتهامات

### الاتهامات الإسرائيلية
ذكرَ الجيش الإسرائيلي في بيانٍ أولّي له أنّ «ثلث الصواريخ التي أطلقها الفلسطينيون وعددهم 449 صاروخًا فشلت في عبور الحدود مع إسرائيل وسقطت داخل غزة»، وأصرَّ المتحدث باسمِ الجيش على أن «عدة أشخاص بينهم أطفال قُتلوا نتيجة فشل إطلاق صاروخ فلسطيني سقطَ في جباليا». ذكرت صحيفةُ تايمز أوف إسرائيل في الثامن من آب/أغسطس أنّ الجيش الإسرائيلي يعتقدُ أن الجهاد الإسلامي في فلسطين «مسؤولةٌ عن 12 على الأقل من بين 15 حالة وفاة لأطفال أُبلغَ عنها في جباليا وفي أماكن أخرى». نفسُ الشيء أفادت بهِ وكالة أسوشيتد برس التي قالت أنّ الصواريخ التي أطلقها نشطاء في غزة «ربما أسفرت عن مقتل أكثر من عشرة فلسطينيين».

### الاتهامات الفلسطينية
أفادت قناة الجزيرة في العاشر من آب/أغسطس نقلًا عن شهود عيان فلسطينيون أنّ القصف أو الغارة التي طالت مخيّم جباليا كانت عبرَ طائرة حربيّة إسرائيليّة نافينَ مزاعم تل أبيب فيما يتعلّق بموضوع «الصاروخ الفلسطيني الخاطئ»، كما اتهمَت مصادرٌ في حركة الجهاد إسرائيل بمحاولة التضليل والتهرّب من المسؤوليّة.

## تحقيق هآرتس

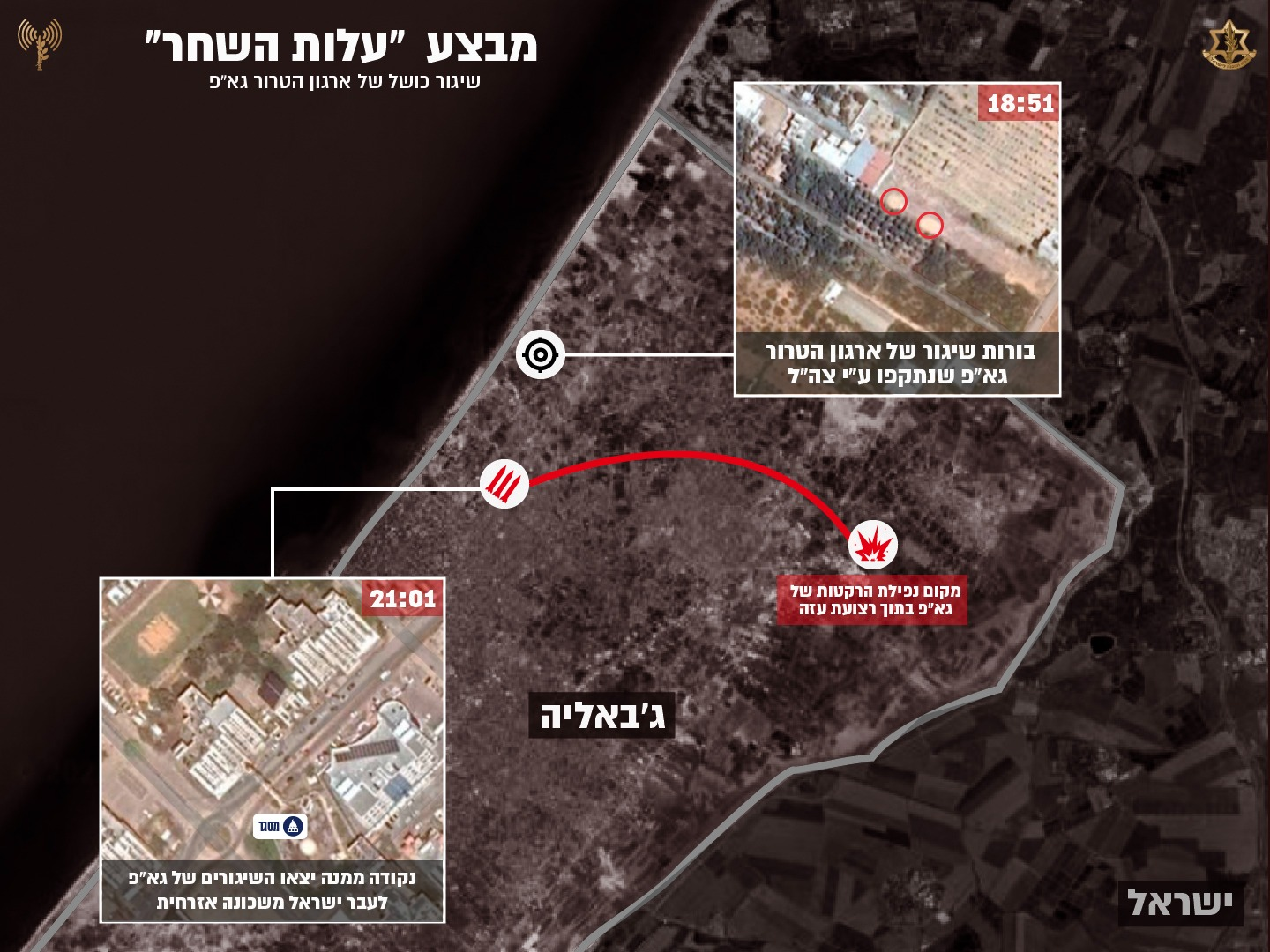
خريطةٌ باللّغة العبرية نشرها الجيش الإسرائيلي عقبَ مجزرة جباليا يزعمُ فيها توضيحَ مسار الصاروخ الذي سقطَ داخل قطاع غزة مدعيًا أنّه سبب المجزرة قبل أن يخلصَ تحقيق داخلي سرّبته هآرتس أنّ الاستهدافَ الذي طال المخيّم تمّ عبرَ طائرة حربيّة تتبعُ سلاح الجو الإسرائيلي.

نشرت صحيفةُ هآرتس العبريّة نتائج تحقيقٍ لها يوم السادس عشر من آب/أغسطس وفيهِ ذكرت أنّ «الأطفال الخمسة الذين قُتلوا بغزة خلال الحرب قد أُصيبوا بنيران إسرائيلية وليس بإطلاق صاروخٍ للجهاد الإسلامي»، وأكَّدت نتائجُ تحقيقها من خلال معلوماتٍ حصلت عليها من مصادر أمنية إسرائيلية لم تكشف عنها، حيثُ بيَّنت ذات المصادر أنّ الأطفال قُتلوا خلال قصف جوي نفذته طائرات حربية إسرائيلية. سرَّبت نفس الصحيفة نتائج التحقيق العسكري الداخلي الإسرائيلي والذي كشفَ بحسب هآرتس عدم إطلاق أي صواريخ أو قذائف فلسطينية بالمنطقة لحظة حصول المجزرة نافيةً بذلك مزاعم تل أبيب الأولى، وخاصّة إصرار الجيش الإسرائيلي على أنّ آخر هجوم لهُ في جباليا كان في وضح النهار بينما الفيديوهات المصوَّرة للمجزرة كانت ليلًا.

## ردود الفعل
رفضت حركة الجهاد الإسلامي الاتهامات الإسرائيليّة يوم المجزرة وبعد النتائج التي كشفتها صحيفةُ هآرتس أصدرت بيانًا ذكرت فيهِ أنّ «المنظمات الدولية والعالَم أمام أدلة على ارتكاب الاحتلال جرائم حرب ضد المدنيين والأطفال»، مُضيفةً أنّ هذه «الأدلة تضعُ الهيئات الدولية أمام اختبار لإدانة إرهاب حكومة الاحتلال ولملاحقة المسؤولين». طالبَ الاتحاد الأوروبي من جهتهِ بتحقيقٍ فوري وشفَّاف ومستقل بشأن ما حدث في غزة وخاصة قتل الأطفال كما طالبَ بمحاسبة المسؤولين خلفَ ما حصل. نفى في المقابل الناطق العسكري الإسرائيلي المسؤوليّة عن مقتل الأطفال في جباليا بعد تحقيقات هآرتس مؤكّدًا أنّ «التحقيق العسكري لا يزال جاريًا»، وأضافَ أنّه «لا يُوجد تأكيدٌ واضحٌ حيال الحادثة والجهاد تحاول لفت الأنظار عن مسؤوليتها المباشرة».